# Schaiblishausen
Schaiblishausen ist (mit dem Weiler Bockighofen) ein Teilort der Großen Kreisstadt Ehingen (Donau) im Alb-Donau-Kreis in Baden-Württemberg. Der Ort wurde im Jahr 1973 nach Ehingen eingemeindet. Ortsvorsteher ist Wolfgang Beck (Stand: 2024).

## Geschichte
Im 13. Jahrhundert ist Schaiblishausen als „Husin“ dokumentiert. Der spätere Zusatz „Schaiblis“ geht wahrscheinlich auf die Niederadelsfamilie Schadwin zurück, die im Ort lebte. Es waren Dienstleute der Grafen von Berg, welche die Oberhoheit über Schaiblishausen hatten. Von den Grafen von Berg gingen die Rechte im Jahr 1343 an Österreich über. Später hatten hier die Klöster Marchtal und Urspring Güter. Im Jahr 1681 erhielten die Grafen Schenk von Castell zusammen mit der Herrschaft Berg-Schelklingen den Ort als Pfand und später auch als Lehen. Seit dem Jahr 1805 war Schaiblishausen ein Teil des Oberamtes Ehingen und gehörte somit zum Königreich Württemberg.
Der früheste Nachweis für die Schaiblishauser Kapelle ist aus dem Jahr 1492. Die Kapelle ist den Heiligen Magnus und Leonhard geweiht. Der heutige Bau stammt zu einem Großteil aus dem Jahr 1890.
Schaiblishausen wurde am 1. Januar 1973 nach Ehingen eingemeindet und ist dort einer von heute 17 Teilorten.

## Politik

### Ortschaftsrat
Dem Ortschaftsrat gehören nach der Kommunalwahl vom 9. Juni 2024 mit dem Ortsvorsteher als Vorsitzenden acht Mitglieder an.
| Partei            | Stimmen | Sitze |
| Freie Bürgerliste | 96,44 % | 8     |